# Алоизио
Жозе́ Алои́зио да Си́лва, более известен как Алоизио (порт. José Aloísio da Silva; род. 27 января 1975) — бразильский футболист. Двукратный чемпион Бразилии.

## Карьера
В профессиональном футболе с 1994 года. В 2003—2004 гг. выступал за «Рубин», но показать высокий уровень игры не смог. 
Помню, в 2003-м приезжал в «Рубин» бразильский форвард Алоизио из «ПСЖ». Почти ничего не забил, по большому счёту, провалился. Все его критиковали, чуть ли не грязью поливали. Мол, и это хвалёный форвард «ПСЖ», бразилец?! Бракованный какой-то. А у человека просто были проблемы в семье. Там с женой то разводились, то мирились, то опять ссорились… Вы в такой ситуации можете нормально выполнять свою работу? Вот и Алоизио не мог, не сумел сосредоточиться на футболе, выкинуть из головы личные проблемы. Игрок был очень крутой, просто не показал свой уровень. А всё психология…Юрий Солано, переводчик «Рубина»
С 2005 по 2008 год выступал за бразильский «Сан-Паулу». В 2015 году являлся игроком бразильского клуба «Гама».

## Достижения

### Командные
- Чемпион штата Рио-де-Жанейро: 1996
- Обладатель Золотого Кубка: 1996
- Чемпион штата Гояс: 1997, 1998, 1999
- Обладатель Кубка Интертото: 2001
- Чемпион штата Парана: 2005
- Победитель клубного чемпионата мира ФИФА (1): 2005
- Чемпион Бразилии: 2006, 2007, 2008
- Чемпион штата Алагоас: 2012

### Личные
- Лучший бомбардир чемпионата штата Гояс: 1997 (27 голов)
- Лучший бомбардир Кубка Либертадорес: 2006 (5 голов)
- Обладатель Серебряного мяча Бразилии: 2006